# Saison 1 de What If...?
 (mai 2022).
Si vous disposez d'ouvrages ou d'articles de référence ou si vous connaissez des sites web de qualité traitant du thème abordé ici, merci de compléter l'article en donnant les références utiles à sa vérifiabilité et en les liant à la section « Notes et références ».
Chronologie
Saison 2
Cet article présente les neuf épisodes de la première saison de la série télévisée américaine What If...?.

## Synopsis
Uatu le Gardien observe des continuités alternatives de la Terre, où les événements ne se sont pas déroulés exactement de la même façon que dans la réalité présentée jusqu'alors dans l'univers cinématographique Marvel.

## Distribution
Sauf indication contraire, les informations mentionnées dans cette section peuvent être confirmées par les bases de données cinématographiques IMDb et Allociné,  présentes dans la section « Liens externes ».

### Acteurs principaux
- Jeffrey Wright (VF : Michel Vigné ; VQ : Fayolle Jean Jr)[1] : Uatu, le Gardien (The Watcher en version originale)
- Hayley Atwell (VF : France Renard) : Peggy Carter / Captain Carter (épisodes 1 et 9)
- Chadwick Boseman (VF : Namakan Koné) : T'Challa / Star-Lord / Black Panther (épisodes 2, 5, 6 et 9)
- Samuel L. Jackson (VF : Thierry Desroses) : Nick Fury (épisodes 1, 3, 7 et 9)
- Lake Bell (VF : Magali Rosenzweig) : Natasha Romanoff / Black Widow (épisodes 3, 8 et 9)
- Benedict Cumberbatch (VF : Jérémie Covillault ; VQ : Tristan Harvey) : Stephen Strange / Docteur Strange / Docteur Strange Suprême (épisodes 4, 8 et 9)
- Mark Ruffalo (VF : Rémi Bichet ; VQ : Sylvain Hétu) : Bruce Banner / Hulk (épisodes 3 et 5)
- Hudson Thames (VF : Hugo Brunswick ; VQ : Alexandre Bacon) : Peter Parker / Spider-Man (épisode 5)
- Michael B. Jordan (VF : Diouc Koma ; VQ : Christian Perrault) : N'Jadaka / Erik Stevens / Killmonger (épisodes 6 et 9)
- Chris Hemsworth (VF : Adrien Antoine ; VQ : Martin Desgagné) : Thor (épisode 7 et 9)
- Jeremy Renner (VF : Jérôme Pauwels ; VQ : Antoine Durand) : Clint Barton / Hawkeye (épisodes 1, 3 et 8)
- Ross Marquand (VF : Pierre-François Pistorio ; VQ : Frédérik Zacharek) : Ultron / Sentinelles Ultron (épisodes 8 et 9)
- Cynthia McWilliams (VF : Nathalie Karsenti ; VQ : Marie-Laurence Boulet) : Gamora (épisode 9)

### Invités

#### 1erépisode
- Josh Keaton (VF : Alexandre Gillet) : Steve Rogers / l'Écraseur d'HYDRA
- Dominic Cooper (VF : Tony Marot) : Howard Stark
- Sebastian Stan (VF : Axel Kiener): James « Bucky » Barnes
- Ross Marquand (VF : Féodor Atkine) : Johann Schmidt / Crâne rouge
- Neal McDonough (VF : Bruno Dubernat) : Dum Dum Dugan
- Bradley Whitford (VF : Daniel Lafourcade) : colonel Flynn
- Stanley Tucci (VF : Bernard Alane) : Dr Abraham Erskine
- Toby Jones (VF : Franck Capillery) : Arnim Zola

#### 2eépisode
- Karen Gillan (VF : Laëtitia Lefebvre) : Nébula
- Michael Rooker (VF : Julien Kramer) : Yondu Udonta
- Benicio del Toro (VF : Boris Rehlinger) : Taneleer Tivan / le Collectionneur
- Josh Brolin (VF : Paul Borne) : Thanos
- Sean Gunn (VF : Thibaut Belfodil) : Kraglin
- Seth Green (VF : Sébastien Desjours) : Howard the Duck
- Djimon Hounsou (VF : Frantz Confiac) : Korath
- Danai Gurira (VF : Géraldine Asselin) : Okoye
- Brian T. Delaney (VF : David Krüger) : Peter Quill
- Kurt Russell (VF : Philippe Vincent) : Ego
- John Kani (VF : Saïd Amadis) : T'Chaka
- Chris Sullivan (VF : Frédéric Souterelle) : Taserface
- Ophelia Lovibond (VF : Karine Foviau) : Carina
- Carrie Coon (VF : Charlotte Correa) : Proxima Midnight
- Tom Vaughan-Lawlor (VF : Thierry Ragueneau) : Ebony Maw
- Fred Tatasciore (VF : Sacha Petroni) : Corvus Glaive et Drax
- Maddix Robinson (VF : Fanny Bloc) : T'Challa enfant

#### 3eépisode
- Tom Hiddleston (VF : Alexis Victor) : Loki
- Clark Gregg (VF : Jean-Pol Brissart) : agent Phil Coulson
- Jaimie Alexander (VF : Ingrid Donnadieu) : Sif
- Frank Grillo (VF : David Krüger) : Brock Rumlow
- Mick Wingert (VF : Bernard Gabay) : Tony Stark / Iron Man
- Michael Douglas (VF : Hervé Jolly) : Dr Henry « Hank » Pym / le Yellowjacket
- Stephanie Panisello (VF : Marie-Laure Dougnac) : Elizabeth « Betty » Ross
- Mike McGill (VF : Féodor Atkine) : lieutenant général Thaddeus « Thunderbolt » Ross
- Alexandra Daniels (VF : Élisabeth Ventura ; VQ : Geneviève Bédard) : Carol Danvers / Captain Marvel

#### 4eépisode
- Rachel McAdams (VF : Elisabeth Ventura ; VQ : Geneviève Désilets) : Christine Palmer
- Benedict Wong (VF : Henri Carballido ; VQ : Pierre-Etienne Rouillard) : Wong
- Tilda Swinton (VF : Juliette Degenne ; VQ : Nathalie Coupal) : l'Ancien
- Ike Amadi (VF : Rody Benghezala ; VQ : Gilbert Lachance) : O'Bengh
- Leslie Bibb (VF : Laura Préjean ; VQ : Aurélie Morgane) : Christine Everhart
- Voix aditionnelles : Chuck Billy, Robin Atkin Downes, Fred Tatasciore

#### 5eépisode
- Paul Bettany (VF : Georges Caudron ; VQ : Daniel Roy) : Vision
- Sebastian Stan (VF : Axel Kiener ; VQ : Nicholas Savard L'Herbier): James « Bucky » Barnes / le Soldat de l'hiver
- Evangeline Lilly (VF : Vanina Pradier ; VQ : Isabelle Leyrolles) : Hope Van Dyne / la Guêpe
- Paul Rudd (VF : Damien Boisseau ; VQ : Patrice Dubois) : Scott Lang / Ant-Man
- Jon Favreau (VF : Yann Guillemot ; VQ : Martin Rouette) : Happy
- Danai Gurira (VF : Géraldine Asselin ; VQ : Julie Beauchemin) : Okoye
- Emily VanCamp (VF : Anne Tilloy ; VQ : Emilie Josset) : Sharon Carter
- David Dastmalchian (VF : Sébastien Desjours) : Kurt
- Tom Vaughan-Lawlor (VF : Thierry Ragueneau ; VQ : Eloi Archambaudoin) : Ebony Maw
- Josh Keaton (VF : Alexandre Gillet ; VQ : Alexandre Fortin) : Steve Rogers
- Voix additionnelles : Ashley Adler, Piotr Michael, Fred Tatasciore, Michael Ralph, Robin Atkin Downes, Matthew Wood (ingénieur du son)Matthew Wood, Matt Yang King, Mike Vaughn, Terri Douglas, Debra Wilson, Kari Wahlfren, Ashley Peldon et Dave Boat.

#### 6eépisode
- Jon Favreau (VF : Yann Guillemot ; VQ : Martin Rouette) : Happy Hogan
- Angela Bassett (VF : Maïk Darah ; VQ : Claudine Chatel) : Reine Ramonda
- Danai Gurira (VF : Géraldine Asselin ; VQ : Julie Beauchemin) : Okoye
- Andy Serkis (VF : Jérémie Covillault ; VQ : Manuel Tadros) : Ulysse Klaue
- Don Cheadle (VF : Sidney Kotto ; VQ : François L'Écuyer) : colonel James Rhodes
- Paul Bettany (VF : Georges Caudron ; VQ : Daniel Roy) : J.A.R.V.I.S.
- Leslie Bibb (VF : Laura Préjean ; VQ : Aurélie Morgane) : Christine Everhart
- John Kani (VF : Saïd Amadis ; VQ : Fayolle Jean Senior) : T'Chaka
- Mick Wingert (VF : Bernard Gabay) : Tony Stark / Iron Man
- Kiff VandenHeuvel (VF : Hervé Jolly ; VQ : Eric Paulhus) : Obadiah Stane
- Beth Hoyt (VF : Barbara Kelsch ; VQ : Mélanie Laberge) : Pepper Potts
- Mike McGill (VF : Féodor Atkine ; VQ : François Sasseville (acteur)) : général Thaddeus « Thunderbolt » Ross
- Ozioma Akagha (VF : Aurélie Konaté ; VQ : Catherine Brunet) : Shuri
- Voix additionnelles : Kimberly Bailey, June Christopher, Terri Douglas, Robin Atkin Downes, Don Fullilove, Khanya Mikhize, Michael Ralph, Justin Shaw, Debra Wilson, Matthew Wood.

#### 7eépisode
- Natalie Portman (VF : Sylvie Jacob ; VQ : Aline Pinsonneault) : Jane Foster
- Tom Hiddleston (VF : Alexis Victor ; VQ : Frédéric Millaire-Zouvi) : Loki
- Kat Dennings (VF : Kelly Marot ; VQ : Dominique Laniel) : Darcy Lewis
- Jeff Goldblum (VF : Bernard Lanneau ; VQ : Gilbert Lachance) : le Grand Maître
- Cobie Smulders (VF : Laura Blanc ; VQ : Ariane-Li Simard-Côté) : Maria Hill
- Clark Gregg (VF : Jean-Pol Brissart ; VQ : Daniel Picard) : Phil Coulson
- Frank Grillo (VF : David Krüger ; VQ : Pierre-Étienne Rouillard) : Brock Rumlow
- Taika Waititi (VF : Olivier Augrond ; VQ : François-Simon Poirier) : Korg
- Karen Gillan (VF : Laëtitia Lefebvre ; VQ : Kim Jalabert) : Nébula
- Jaimie Alexander (VF : Ingrid Donnadieu ; VQ : Marie-Claude Hénault) : Sif
- Seth Green (VF : Sébastien Desjours ; VQ : Hugolin Chevrette) : Howard the Duck
- Alexandra Daniels (VF : Elisabeth Ventura ; VQ : Geneviève Bédard) : Carol Danvers / Captain Marvel
- Rachel House (VF : Vanina Pradier ; VQ : Catherine Hamann) : Topaz
- Josette Eales (VF : Véronique Augereau ; VQ : Hélène Mondoux) : Frigga
- David Chen (VF : Stéphane Fourreau ; VQ : Stéphane Rivard) : Hogun
- Fred Tatasciore (VF : Olivier Augrond ; VQ : Blaise Tardif) : Volstagg / Drax[2]
- Max Mittelman (VF : Emmanuel Garijo ; VQ : Guillaume Champoux) : Fandral
- Clancy Brown (VF : Jérémie Bédrune ; VQ : Benoit Rousseau) : Surtur
- Voix additionnelles : Kimberly Bailey, David Jordan Chen, June Christopher, Terri Douglas, Robin Atkin Downes, Max Mittelman, Michael Ralph, Kaitlyn Robrock, Fred Tatasciore, Kari Wahlgreen, Matthew Wood, Shelby Young

#### 8eépisode
- Toby Jones (VF : Franck Capillery ; VQ : François Sasseville (acteur)) : Arnim Zola
- Josh Keaton (VF : Alexandre Gillet ; VQ : Alexandre Fortin) : Président Steve Rogers
- Mick Wingert (VF : Bernard Gabay) : Tony Stark / Iron Man
- Alexandra Daniels (VF : Elisabeth Ventura ; VQ : Geneviève Bédard) : Carol Danvers / Captain Marvel
- Voix aditionnelles : Terri Douglas, Robin Atkin Downes, Piotr Michael, Dave B. Mitchell, Arthur Ortiz, Ashley Peldon, Matthew Wood, Shelby Young

#### 9eépisode
- Frank Grillo (VF : David Krüger ; VQ : Pierre-Etienne Rouillard) : Brock Rumlow
- Georges St-Pierre : Batroc[3]
- Brian T. Delaney (VF : David Krüger ; VQ : Philippe Martin (acteur)) : Peter Quill
- Mick Wingert (VF : Bernard Gabay) : Tony Stark / Iron Man saakarien
- Ozioma Akagha (VF : Aurélie Konaté ; VQ : Catherine Brunet) : Shuri
- Toby Jones (VF : Franck Capillery ; VQ : François Sasseville (acteur)) : Arnim Zola
- Tom Hiddleston (VF : Alexis Victor ; VQ : Frédéric Millaire-Zouvi) : Loki
- Kurt Russell (VF : Philippe Vincent ; VQ : Pierre Auger) : Ego
- Voix additionnelles : Chuck Billy, Arthur Ortiz, Helen Sadler, Justin Shaw, Kari Wahlgren, Matthew Wood, Robin Atkin Downes, Fred Tatasciore, Shondalia White, Terri Douglas.

## Épisodes

### Épisode 1:Et si… Captain Carter était devenue le premier Avenger?
- Mondial : 11 août 2021 sur Disney+

Cet épisode, conté par le Gardien, prend place au moment où Steve Rogers se prépare à recevoir le sérum du Dr Erskine (dans le film Captain America: First Avenger). Contrairement à l'histoire originale, il est attaqué par un agent d'HYDRA qui le blesse grièvement, l'empêchant de recevoir le sérum. L'agent fait également sauter une partie des installations et Peggy Carter décide de prendre la place de Steve, afin d'éviter de perdre le projet à tout jamais. Le sérum transforme alors Peggy en super-soldat, mais cette dernière est évincée de missions guerrières car elle est une femme.
Lorsque Johann Schmidt, alias Crâne rouge, s'empare du Tesseract, la menace d'une défaite des Alliés devient sérieuse et pousse Carter et son ami Howard Stark à prendre les choses en main, malgré la désapprobation de leur hiérarchie. Peggy s'équipe d'un costume et d'un bouclier de vibranium construit par Stark aux couleurs de la Grande Bretagne et récupère le Cube, alors aux mains d'Arnim Zola. Howard l'étudie alors et construit une armure de combat, similaire à celle d'Iron Man, pour Steve, tandis que Peggy libère Bucky Barnes et ses hommes des griffes d'HYDRA.
Désormais compagnons d'armes, Peggy et Steve combattent les forces allemandes côte à côte sous les noms de "Captain Carter" et "l’Écraseur d'HYDRA", avec à leurs côtés Barnes, Dum Dum Dugan, Gabe Jones, Jim Morita, James Montgomery Falsworth et Jacques Dernier. De son côté, comme dans la version originale, Crâne rouge se sépare du Troisième Reich. Il décide alors de trouver de l'aide « au-delà des étoiles »…
Après avoir interrogé Zola, prisonnier des Alliés, Carter apprend le plan de Crâne rouge : faire appel à une force interdimensionnelle et s'en servir pour dominer le monde. Localisant la cachette de Schmidt et ses hommes, l'équipe de Carter et Howard se rendent sur place et découvrent que le chef d'HYDRA a libéré un monstre tentaculaire immense en ouvrant un portail grâce au Cube cosmique. La situation dégénère rapidement et Crâne rouge est tué par la créature. Howard tente de fermer le portail avec les machines d'HYDRA, mais Peggy intervient pour la repousser et entre dans le portail, qui se referme sous les yeux de Steve et Howard, impuissants.
- Point de Bascule Temporelle : Peggy choisit de rester auprès de Steve lors de la procédure d'Erskine.

- Ainsi, dans cette version, Steve Rogers ne devient pas Captain America mais, malgré son apparence chétive, devient tout de même un héros de guerre. Peggy Carter ne cofonde pas le SHIELD et ne mène pas de vie ordinaire après la guerre. Bucky Barnes ne perd pas son bras et ne disparaît pas en mission, ne devenant pas le Soldat de l'hiver. Crâne rouge meurt tué par un monstre et ne devient pas le gardien de la Pierre de l'Âme comme dans Avengers: Infinity War. Enfin, c'est Howard Stark et non son fils Tony qui construit en premier une armure capable de voler et de combattre (on peut noter qu'elle ressemble plus à l'Iron Monger d'Obadiah Stane dans le film Iron Man qu'à celle de Tony).
- Lorsque Peggy réapparait au XXIe siècle, elle le fait au même endroit et dans les mêmes circonstances que Loki dans Avengers.
- Zones d'ombre du scénario :
  - Contrairement à Captain America, Captain Carter ne finit pas prise dans la glace en 1945. Pourtant, quand elle revient sur Terre au XXIe siècle, elle n'a pas changé physiquement (contrairement à Steve à la fin d'Endgame, qui a vieilli après avoir passé 70 ans auprès de Peggy), ce qui n'est pas expliqué.

### Épisode 2:Et si… T'Challa était devenu Star-Lord?
- Mondial : 18 août 2021 sur Disney+

Au Wakanda, en 1988, le jeune prince T'Challa fait part de son désir de voir le monde à son père, le roi T'Chaka. Ce dernier lui interdit toutefois de quitter les frontières du pays, considérant que le monde extérieur n'a rien de bon à leur offrir. T'Challa désobéit et profite de la nuit pour s'enfuir. Il est alors trouvé et enlevé par des hommes de Yondu Udonta, qui, à cause d'une interférence dans le capteur de signature énergétique, le confondent avec Peter Quill et l'emmènent dans l'espace. Séduit par le courage et l'envie d'exploration de l'enfant, le Ravageur à la peau bleue le prend sous son aile et l'élève comme son propre fils.
Vingt ans plus tard, T'Challa, désormais adulte, récupère l'Orbe renfermant la Pierre du Pouvoir sur la planète Morag. Confronté à Korath et ses soldats Sakaariens, au service de Ronan l'Accusateur, le voleur maîtrise ses assaillants et s'échappe, aidé de son ami et mentor Yondu. En effet, T'Challa est devenu le Ravageur Star-Lord, légendaire hors-la-loi aimé et admiré. Il recrute alors Korath, qui s'est révélé être un grand fan des exploits des Ravageurs, au sein de son équipe. Cette dernière comprend également le Titan Thanos, rangé de sa vie criminelle après que T'Challa l'ait convaincu qu'il y avait d'autres moyens que d'éliminer la moitié de l'Univers pour en conserver les ressources.
Nébula, fille adoptive de Thanos, est également amie du Star-Lord et l'approche pour lui proposer un travail : trouver les Braises de la Genèse, une poussière cosmique capable de guérir une planète mourante. Toutefois, les Braises sont détenues par le très dangereux Taneleer Tivan, alias le Collectionneur, qui a profité du retrait de Thanos pour devenir le plus dangereux criminel de l'univers. Voyant là une occasion de nourrir des peuples entiers et de réellement changer les choses dans l'Univers, T'Challa accepte la mission et conduit ses hommes sur Knowhere malgré la réticence de Yondu.
Suivant les directives de T'Challa, l'équipe s'infiltre sur place et doit y affronter l'Ordre Noir, serviteurs de Tivan. T'Challa s'infiltre en solo dans le Musée du Collectionneur, brièvement guidé par Howard the Duck. Toutefois, les Ravageurs sont trahis par Nébula, débitrice du Collectionneur, qui emprisonne l'équipe. T'Challa est le dernier capturé, alors qu'il venait de découvrir un vaisseau wakandais et un message de son père révélant que le roi avait lancé une campagne de recherche jusque dans l'espace pour retrouver son fils. Cette découverte bouleverse Star-Lord, qui avait jusque-là cru que son pays avait été détruit par une énième guerre humaine, selon les dires de Yondu.
Enfermés ensemble, T'Challa et Yondu se disputent, le prince reprochant au Ravageur de lui avoir menti au sujet de la destruction de son peuple. Mais ils n'ont pas le temps de poursuivre, car l'Ordre Noir prend T'Challa et l'amène devant Tivan. Ce dernier enferme le Ravageur et l'interroge, se moquant de lui. Toutefois, le Collectionneur est trahi par Nébula, qui avait monté une comédie avec T'Challa pour voler les Braises. Tandis que les Ravageurs fuient la planète avec leur butin, Yondu part aider son protégé, aux prises avec Tivan qui utilise des armes emblématiques pour l'affronter.
S'entraidant, le duo triomphe du Collectionneur et le livre à ses anciens prisonniers, libérés par Carina, esclave de Tivan inspirée par Star-Lord. Accompagnés du chien Cosmo, également prisonnier du Collectionneur, les deux Ravageurs quittent Knowhere à leur tour à bord du vaisseau wakandais et se réconcilient en chemin. Alors que T'Challa se met à douter de sa place dans l'Univers, Yondu le rassure et lui conseille d'écouter son cœur.
- Point de Bascule Temporelle : Yondu confie la récupération de l'enfant d'Ego à ses hommes au lieu de s'en charger lui-même. (Le point peut remonter plus loin étant donné la collection d'armes de Tivan, qui implique que Hela, Thor et Captain America ont été défaits avant les évènements du film "Les Gardiens de la Galaxie Vol. 1".)

- Ainsi, dans cette version, T'Challa ne devient pas Black Panther et ne grandit pas au Wakanda. Peter Quill ne devient pas Star-Lord et mène une vie ordinaire sur Terre, ne formant pas les Gardiens de la Galaxie. Yondu est toujours membre des Ravageurs, contrairement à sa situation expliquée dans le film Les Gardiens de la Galaxie Vol. 2. L'Ordre Noir n'est plus à la solde du Titan Fou mais loue ses services au Collectionneur. Thanos a d'ailleurs abandonné sa quête des Pierres d'Infinité, entretient des rapports tendus avec sa fille adoptive Nébula (qui se réconcilie avec lui à la fin) et est un allié de T'Challa et des Ravageurs. Drax le Destructeur ne perd ni sa famille, ni sa planète, grâce à l'intervention des Ravageurs contre les Krees et devient un barman sur Contraxia et un grand fan de Star-Lord. Korath ne reste pas fidèle à Ronan et devient un Ravageur.
- On peut également reconnaître plusieurs objets appartenant à des personnages des films chez le Collectionneur : le bouclier de Captain America, la dague de Malekith, le marteau de Thor, le casque d'Hela… On peut aussi noter que le Collectionneur connaît une fin similaire à celle de son frère, le Grand Maître, dans le film Thor : Ragnarok.
- L'épisode est dédié à Chadwick Boseman, interprète de T'Challa dans l'Univers cinématographique Marvel, décédé le 28 août 2020[4]. Il est d'ailleurs à noter qu'il a prêté sa voix au personnage de T'Challa dans cet épisode, avant sa mort[5].

### Épisode 3:Et si… le monde avait perdu ses plus puissants héros?
- Mondial : 25 août 2021 sur Disney+

L'épisode commence un lundi, alors que Nick Fury et Natasha Romanoff prennent contact avec Tony Stark au Randy's Donuts, comme dans le film Iron Man 2 pour le recruter dans le projet des Avengers. Ce dernier, alors mourant des suites de l'empoisonnement au palladium dans son sang, reçoit une injection de dioxyde de lithium de Natasha censé ralentir le processus… mais il meurt immédiatement sous les yeux de Fury et la jeune femme, catastrophés.
Le mardi, Phil Coulson trouve Mjolnir, le marteau de Thor, comme dans le film Thor. Nick Fury doit toutefois gérer l'arrestation de Black Widow par les agents du secrétaire Pierce (notamment Brock Rumlow) et ne peut prendre l'affaire en main immédiatement. Bien qu'il soit convaincu de l'innocence de la jeune femme, Fury ne peut rien faire officiellement. Il fait alors en sorte que Natasha s'évade et enquête en solo, convaincu qu'un traître se trouve dans le SHIELD.
Au Nouveau-Mexique, Fury et Clint Barton étudient le marteau, sans se douter que son propriétaire s'infiltre sur place pour le reprendre. Toutefois, l'inconnu est abattu par une flèche malgré les ordres de Fury et tout indique que l'assassin est Hawkeye, bien que ce dernier jure ne pas avoir tiré. Emprisonné, Clint meurt peu après dans sa cellule d'un empoisonnement. Fury pense alors que l'assassin est le même que celui qui a tué Stark.
Le mercredi, Natasha se rend à l'Université Culver en Virginie pour retrouver Betty Ross, qu'elle avait rencontré peu après l'accident qui transforma Bruce Banner en Hulk. Natasha lui donne alors l'injecteur qui a tué Stark pour une analyse et Betty découvre alors que ce n'est pas l'injection qui a tué Tony, mais un minuscule projectile.
Peu après, Natasha reçoit un appel de Fury, qui lui apprend la mort de son ami Barton et lui fait part de son hypothèse : quelqu'un cherche à éliminer les recrues potentielles du Projet Initiative. Il lui ordonne également de trouver Banner, la dernière recrue encore en vie. Natasha retrouve rapidement le scientifique, caché dans le laboratoire de Betty Ross comme dans le film L'Incroyable Hulk. Banner accepte de discuter calmement avec elle, mais le duo est attaqué par les hommes du général Ross, lourdement armés. Le scientifique est alors touché par un projectile, bien qu'aucun homme de Ross n'ait tiré, et ne tarde pas à se transformer.
Au Nouveau-Mexique, le SHIELD est confronté à une armée d'Asgard menée par Loki et les amis de Thor, venus venger leur prince. Fury tente de discuter, mais Loki ne lui en laisse pas le temps et attaque. Nick parvient toutefois à calmer le dieu et à négocier, convaincu que les Asgardiens ont autant d'intérêt à trouver le tueur que lui. Il obtient ainsi un délai d'une nuit pour trouver le tueur, sans quoi Loki détruira la Terre.
Alors qu'il combat les hommes de Ross, Hulk se met à gonfler subitement et explose sous les yeux de Natasha, Ross et Betty, effondrée. Plus tard, cachée dans une bibliothèque, Natasha appelle Coulson et obtient l'accès aux dossiers sur les Avengers. Elle est toutefois attaquée par un mystérieux agresseur et, avant d'être tuée, a juste le temps de laisser un message à Fury, disant que « le problème, c'est Hope ».
Au Nouveau-Mexique, Coulson remarque que son patron est, en toute logique, le dernier sur la liste du tueur de recrues. Convaincu qu'il reste un espoir, Fury ressort le beeper que lui avait donné Captain Marvel en 1995, se préparant à l'utiliser. Il comprend toutefois d'un coup le message de Black Widow et range l'engin. Il se précipite alors vers les Asgardiens et, le lendemain, se rend sur la tombe de Hope Van Dyne, autrefois agent du SHIELD et morte en mission. C'est alors que l'assassin apparaît: le père de Hope, Hank Pym, vêtu d'un de ses costumes et devenu fou de vengeance, confirme à Fury qu'il est bien celui qu'il recherche.
En effet, fou de chagrin après avoir perdu sa fille unique, Pym a retourné sa colère contre Fury, convaincu que ce dernier était responsable du décès de Hope. Le vieil homme a alors décidé de faire souffrir le directeur en massacrant ses recrues les unes après les autres et en réduisant son travail à néant. Ainsi, il s'est infiltré dans l'injecteur de Natasha pour tuer Stark, a forcé Barton à tuer Thor sans qu'il s'en rende compte, a empoisonné l'archer, a utilisé l'un de ses disques agrandisseur sur une cellule du corps de Banner pour le faire exploser et a rétréci pour tuer Black Widow.
Les deux hommes s’affrontent alors, mais Fury fait preuve de capacités surhumaines qui impressionnent le vieil homme et, finalement, Loki révèle avoir pris les traits du directeur. Les deux hommes maîtrisent alors le savant, qui est arrêté et emmené par des soldats Asgardiens. Le soulagement de Fury est toutefois de courte durée car Loki, séduit par la Terre, décide de prolonger son séjour. Dès le lendemain, il s'adresse au monde entier depuis les Nations-Unies à New York et annonce prendre le contrôle de l'Humanité, désormais contrainte de le servir.
- Point de Bascule Temporelle : Hope Van Dyne a suivi les traces de sa mère plutôt que celles de son père et est devenue agent du SHIELD au lieu d'entrer au conseil d'administration de Pym Technologies.

- Ainsi, dans cette version, les Avengers ne se forment pas, Tony Stark, Thor, Bruce Banner, Natasha Romanoff et Clint Barton étant tous morts. Hope est morte en mission pour le SHIELD, ce qui n'est pas le cas de la version originale. Loki devient, par le décès de Thor, l'héritier d'Asgard et, s'il envahit bien la Terre, ne le fait pas avec une armée de Chitauris comme dans le film Avengers. Il est également probable que Scott Lang ne devienne jamais Ant-Man. On peut également supposer qu'Emil Blonsky ne devienne pas non plus l'Abomination, mais juste un super-soldat.
- Fury dévoile que Hope Van Dyne est morte durant une mission à Odessa, en Ukraine. Cette mission a bien eu lieu dans le MCU mais, au lieu d'être menée par Hope, elle est menée par Black Widow, comme cette dernière l'explique dans Captain America : Le Soldat de l'hiver. On peut donc supposer que Hope Van Dyne fut tuée par le Soldat de l'Hiver.
- On peut également remarquer que la tenue de Hank rappelle beaucoup le Yellowjacket qui, dans l'Univers cinématographique Marvel, est créé par Darren Cross dans le film Ant-Man. L'aspect du costume est également proche de celui utilisé par Pym dans les comics.

### Épisode 4:Et si… Docteur Strange avait perdu son cœur au lieu de ses mains?
- Mondial : 1er septembre 2021 sur Disney+

L'épisode commence à New York lorsque Stephen Strange vient chercher Christine Palmer, son amante et collègue, pour l'emmener à un dîner donné en son honneur, contrairement au film Doctor Strange où il s'y rend seul. Leur voiture est également emboutie sur la route mais, contrairement à la version originale, Christine meurt en laissant Stephen indemne mais anéanti.
Après un long voyage et une initiation à la magie, Stephen étudie l’Œil d'Agamotto malgré la désapprobation de l'Ancien. Lorsque cette dernière meurt, elle laisse Strange seul face à Dormammu et Stephen devient Sorcier Suprême, sauvant le monde de la menace du démon. Mais le souvenir de Christine continue de le hanter et Strange décide d'intervenir pour la sauver. Connaissant les pouvoirs de l'Œil d'Agamotto, Stephen remonte le temps et revient deux ans plus tôt, le soir de l'accident. Il tente d'éviter le décès de Christine, mais échoue malgré de nombreuses tentatives. Quoiqu'il tente de faire (prendre une autre route, ne pas se rendre au dîner, etc.), Christine est condamnée à mourir.
Devenant peu à peu fou de chagrin, Stephen reçoit la visite de l'Ancien. Cette dernière annonce au Docteur que nul ne peut ramener Christine car sa mort était essentielle au destin de Stephen et de l'Univers entier, ayant poussé Strange a devenir le Sorcier Suprême et à combattre Dormammu. Malgré tout décidé à ne pas abandonner, Stephen brave l'Ancien et disparaît. Il se met alors en quête de la bibliothèque de Cagliostro, espérant y trouver un moyen de déjouer un « point absolu » de la réalité et ainsi empêcher la mort de Christine.
Une fois sur place, Stephen rencontre O'Bengh, gardien des livres de Cagliostro. Déterminé, Stephen étudie les manipulations temporelles et apprend qu'il doit absorber la puissance d'autres êtres pour accomplir son projet. Il commence par ouvrir un portail sur une immense créature tentaculaire et tente de marchander avec elle, en vain. Battu par le monstre, Strange est soigné par O'Bengh et voit sa détermination augmenter. Malgré les avertissements du gardien des livres, il poursuit son projet et se met en quête d'autres créatures plus faibles pour ensuite s'attaquer aux plus fortes, absorbant leur puissance et se montrant de plus en plus impitoyable et assoiffé de pouvoir.
Au fil des siècles, Strange voit sa puissance augmenter de manière phénoménale. Il retrouve O'Bengh, désormais vieux et mourant, et tente de le soigner. Mais le gardien refuse, ayant accepté la mort comme faisant partie d'un plan. Strange dit ne pas pouvoir accepter ce destin et O'Bengh dit que « l'autre Strange y parviendra », révélant à Stephen qu'il n'est que la moitié d'un homme, vivant une moitié de vie. O'Bengh meurt et Stephen comprend qu'il n'est pas le seul Docteur Strange de cet univers.
Parallèlement, l'Ancien vient voir un autre Strange, qui a, au contraire de son homologue, accepté la mort de Christine. L'Ancien explique alors qu'elle a « divisé » le Docteur en deux parties : l'une d'elles s'est rendue à la bibliothèque pour étudier, tandis que l'autre acceptait la mort de Christine et allait de l'avant. L'Ancien a ainsi fait coexister deux flux temporels différents dans le même univers, malgré la dangerosité de l'opération. En effet, les manipulations du Strange maléfique ont commencé à faire disparaître le monde.
Conscient de la menace entraînée par son double maléfique, Stephen décide de l'arrêter. Mais l'autre est plus rapide et tente de le convaincre de fusionner à nouveau pour augmenter leur pouvoir et ramener leur amour à la vie. Toutefois, le Sorcier ne peut se résoudre à sacrifier le monde entier et affronte son double maléfique, mais, malgré un combat acharné, finit vaincu et est forcé de fusionner avec son double.
- Point de Bascule Temporelle : Stephen n'a pas négligé sa relation avec Christine, ce qui l'a poussé à lui demander d'être officiellement sa cavalière pour cette fête.

- Ainsi, dans cette version, Stephen Strange ne devient pas Maître des Arts Mystiques après la perte de ses mains, mais après celle de son amante Christine. S'il vainc Dormammu comme dans le film original, il ne semble pas participer à la guerre contre Thanos (il est d'ailleurs probable que cette dernière n'ait même pas lieu). On peut également mentionner que la fidèle Cape de Lévitation du Docteur est détruite par le Strange maléfique au cours de l'épisode.
- L'immense créature tentaculaire convoquée par Strange est la même que celle que Crâne Rouge a appelé dans l'épisode 1.
- À la fin, le Strange Maléfique est le seul être vivant de son univers, qui n'existe même plus, pour ainsi dire.

### Épisode 5:Et si… des zombies envahissaient la Terre?!
- Mondial : 8 septembre 2021 sur Disney+

L'épisode commence au moment où Hulk, vaincu par Thanos comme au début du film Avengers: Infinity War, s'écrase dans le Saint des Saints de New York. Toutefois, contrairement à la version originale, le Sorcier Suprême n'est pas chez lui et Hulk, redevenu Bruce Banner, sort dans la rue. Comme dans le film original, il tombe sur Ebony Maw et Cull Obsidian, deux sbires de Thanos l'ayant suivi sur Terre pour préparer l'arrivée de leur maître. Banner tente de se transformer en Hulk pour les combattre, mais n'y arrive pas, le colosse vert refusant de se battre depuis sa défaite contre Thanos.
Ebony et Cull sont toutefois attaqués et vaincus par Iron Man, Strange et Wong. D'abord fou de joie, Banner déchante vite en voyant que les trois héros sont devenus des zombies et se mettent à dévorer leurs adversaires ... qui se transforment à leur tour en zombies.
Sans défense et proche de subir le même sort que les deux sbires, Banner est sauvé au dernier moment par Hope van Dyne (qui a revêtu son costume de Guêpe), Spider-Man (Peter Parker) et la Cape de Lévitation du Docteur Strange. Les héros éliminent les zombies et emmènent Banner dans leur QG. Le scientifique y rencontre alors les autres survivants : Okoye (la cheffe des Dora Milaje du Wakanda), Bucky Barnes, Sharon Carter, Happy Hogan (chauffeur et ami de Tony Stark) et Kurt (ami de Scott Lang).
Le Gardien explique alors que, deux semaines plus tôt, Hank Pym s'est rendu dans la Dimension subatomique pour y retrouver son épouse, Janet, disparue des années plus tôt (comme dans le film Ant-Man et la Guêpe). Toutefois, contrairement à la version originale, Janet avait contracté un virus qui l'avait transformée en zombie. Pris par surprise, Hank se fit infecter et, sortant de la Dimension subatomique, infecta Scott Lang puis, en moins d'un jour, toute la côte ouest des États-Unis, ainsi que les Avengers, venus sur place pour arrêter les zombies.
Les survivants reçoivent alors un message indiquant qu'un remède serait en cours de développement dans une vieille base du SHIELD dans le New Jersey. Ils décident alors de s'y rendre et entrent dans la gare de Grand Central Terminal pour y trouver un véhicule. Ils sont alors attaqués par les zombies Hawkeye et Faucon. Les créatures parviennent à tuer Happy Hogan, mais sont à leur tour éliminés par les survivants, qui fuient ensuite dans un métro remis en état par Kurt et Peter. Ce dernier manque de mourir, mais est sauvé par la Cape, qui semble l'avoir pris en affection.
Durant le voyage, Sharon est attaquée et infectée par le zombie Captain America, infiltré dans le wagon. Bucky parvient à vaincre son ami, puis Hope tue le zombie Sharon, mais est infectée à son tour durant le combat. Elle demande à l'équipe de l'achever, mais ces derniers refusent car ils pensent être proches de trouver un remède et sont déterminés à ne pas abandonner, montrant à cette occasion que l'espoir ne les a pas quittés.
Le train finit toutefois par s'arrêter, faute d'alimentation, et les survivants se retrouvent au milieu d'une horde de zombies. Hope décide alors de sacrifier ses dernières forces pour grandir et emmène l'équipe au-dessus des zombies. Elle révèle à cette occasion se sentir coupable de l'apparition du virus, ayant cherché à retrouver sa mère sans penser aux éventuels risques. Hope finit par mourir sous le poids des zombies qui l'assaillent et pose les survivants derrière les barrières du camp avant de tomber au milieu des créatures.
Sur place, le groupe s'étonne que les zombies n'escaladent pas la barrière et restent hors du camp. Ils tombent alors sur Vision, qui a réussi à maintenir une fréquence éloignant les créatures grâce à la Pierre d'Infinité implantée dans son front. Ce dernier a en effet découvert que le virus pouvait être combattu par les pouvoirs de sa gemme et est même parvenu à guérir Scott Lang (du moins sa tête conservée dans un bocal) et le faire revenir à son état normal. Le groupe pense alors à utiliser un réseau satellite pour propager la fréquence sur le monde et Okoye propose de se servir de la technologie wakandaise (l'unique pays épargné par le virus grâce à son champ de force) pour y parvenir.
Toutefois, en explorant la base, Bucky tombe sur la zombie Wanda Maximoff, enfermée dans une cellule, et sur T'Challa, amputé d'une jambe et affaibli, mais encore humain. Le roi demande alors à Barnes de l'emmener avec lui et d'évacuer les lieux au plus vite. Vision révèle alors qu'il a maintenu Black Panther en vie pour nourrir Wanda, qu'il n'a pu se résoudre à tuer et qui est restée insensible au traitement de la gemme du fait de ses pouvoirs. Cette dernière quitte alors sa cellule et tue Kurt, puis Okoye. Le groupe tente alors de fuir et Vision, se ressaisissant, utilise ses pouvoirs pour enterrer le bâtiment et Wanda. Mais il décide également de rester auprès de son aimée et s'arrache la gemme du front, la confiant aux survivants pour qu'ils sauvent le monde.
La séparation de la gemme et de Vision annule alors la fréquence qui maintenait les zombies hors du camp et leur laisse le champ libre. Wanda sort également des décombres du hangar et est étonnamment touchée par la mort de son amant, ce qui la pousse à attaquer férocement les survivants, éliminant Bucky. Banner ordonne alors à Peter, T'Challa, la Cape et la tête de Scott de partir dans un Quinjet et fonce dans le tas, appelant Hulk à l'aide. Le scientifique finit alors par se transformer et affronte Wanda en combat singulier.
- Point de Bascule Temporelle : Janet Van Dyne contracte un virus inconnu de "zombification" dans le monde subatomique entre le moment où elle a pris "possession" de Scott pour calibrer le tunnel quantique de Hank et le moment où celui-ci est parti la chercher à bord de la capsule.

- Ainsi, dans cette version, la guerre contre Thanos est bien différente de la version originale, la plupart des personnages étant morts ou changés en zombies. On peut toutefois supposer que l'issue en sera totalement changée, Scott n'ayant pas découvert la possibilité de voyager dans le temps comme au début d'Avengers: Endgame et les héros étant en effectifs réduits.
- On ignore toutefois ce qu'il est advenu de Thor et des Gardiens de la Galaxie, absents de la Terre au début d'Infinity War. Captain Marvel et Nick Fury ne sont pas non plus mentionnés, ce qui laisse une incertitude quant à un éventuel retour de Carol Danvers sur Terre (cette dernière est en effet revenue après avoir capté un signal que Nick avait envoyé après le claquement de doigts de Thanos).
- On peut noter que Peter Parker fait, pour la première fois dans le MCU, une référence claire à son oncle Ben Parker, qui avait été brièvement mentionné à travers diverses allusions jusque-là.
- Le fait que T'Challa soit maintenu en vie et amputé de sa jambe fait penser au comics Marvel Zombies, dans lequel le personnage connaît un sort similaire.
- Zones d'ombre du scénario :
  - D'après le Gardien, les Avengers ont été mordus à San Francisco. Pourtant, deux semaines plus tard, ils attaquent les deux envoyés de l'Ordre Noir et le groupe de survivants à New York mais leur retour sur la Côte Est n'est pas expliqué.
  - Alors que l'Œil d'Agamotto était encore autour du cou de Strange quand les fourmis ont dévoré son corps, la Pierre du Temps se retrouve sans explication sur le Gantelet d'Infinité dans la main de Thanos moins de trois jours plus tard.
  - Il n'y avait aucune Pierre d'Infinité au Wakanda, donc Thanos n'avait aucune raison de s'y rendre.

### Épisode 6:Et si… Killmonger avait sauvé Tony Stark?
- Mondial : 15 septembre 2021 sur Disney+

L’épisode commence en Afghanistan, au moment où le milliardaire Tony Stark est attaqué par les Dix Anneaux comme dans le film Iron Man. Toutefois, contrairement à la version originale, l’industriel est sauvé par le lieutenant Erik Stevens, alias Killmonger, alors en mission d’infiltration dans l’organisation terroriste.
De retour aux États-Unis, Tony donne une conférence de presse et décide de fabriquer de meilleures armes en hommage aux soldats tombés pour le protéger. Il nomme également Erik responsable de la sécurité de Stark Industries (au détriment d’Happy Hogan). Le soldat révèle alors publiquement qu’il a découvert l’identité du commanditaire de l’attaque, qui se révèle être Obadiah Stane, mentor et associé de Tony. Stane est arrêté et l’image de Stevens gagne encore en popularité, le propulsant au poste de directeur de Stark Industries à la place de Stane.
Méfiante, Pepper Potts, l’assistante de Tony, demande au colonel James Rhodes d’enquêter sur Erik et découvre que ce dernier s’est spécialisé dans les missions d’assassinats pour les Navy Seals. Mais Tony, loin de se méfier, s’associe à Erik pour réaliser un ancien projet de ce dernier : des drones de combat capables de remplacer des soldats humains sur le terrain.
Pour améliorer leur machine, les deux hommes ont besoin du très rare vibranium, propriété du mystérieux royaume du Wakanda, poussant Tony à engager le trafiquant Ulysses Klaue, vieil ennemi du Wakanda, pour leur en procurer. À la demande de son ami, Rhodes se rend en Afrique pour rencontrer Klaue et négocier avec lui. Ce dernier accepte la vente, mais la transaction est interrompue par T’Challa, le prince du Wakanda, sous son costume de Black Panther. Le prince maîtrise les hommes de Klaue et demande à Rhodes de lui remettre le vibranium. Les deux hommes sont alors attaqués par Killmonger, armé d’un taser sonique.
Le lieutenant tue Black Panther et récupère l'un des gants de son costume puis Rhodes, abasourdi, lui demande les raisons de sa trahison. En retour, Erik lui demande pourquoi il travaille pour un système qui l’oppresse. Rhodes considère que faire partie d’un système est le meilleur moyen de le changer de l’intérieur. Killmonger le tue à son tour et organise une mise en scène, faisant croire que Rhodes et T’Challa se sont entretués. Klaue félicite alors Killmonger, qui se révèle être son associé, et les deux hommes fuient avec le vibranium.
Les corps de T’Challa et de Rhodes sont ramenés dans leur pays respectifs : le prince est enterré par ses parents et sa petite sœur Shuri, qui accusent les États-Unis du meurtre de l’héritier du trône, tandis que le colonel reçoit les honneurs militaires, y compris de Killmonger, qui n’est nullement suspecté. Toutefois, Tony découvre rapidement la vérité sur la mort de son ami Rhodes et, fou de rage, accuse Erik. Pour se faire justice, l’inventeur envoie le drone de combat fait de vibranium contre Killmonger, lui-même armé d’une lance en vibranium dérobée sur le corps d'une Dora Milaje. Le soldat a toutefois rapidement le dessus, détruit le drone et tue Stark, mettant au point une nouvelle mise en scène pour s’innocenter.
Killmonger influence ensuite son supérieur, le général Thaddeus Ross, qui pense que le Wakanda est responsable de la mort de Tony, malgré les soupçons de Pepper et Happy contre le lieutenant. Le général déclare alors la guerre contre le Wakanda et ordonne, selon la loi, que Stark Industries soit mise sous le contrôle de l’armée pour lancer la production des drones de combat inventés par Stark et Erik à grande échelle.
Killmonger, désormais à la tête d’une armée de drones en vibranium, retrouve Klaue en Afrique et se rend aux frontières du Wakanda avec lui. Le trafiquant est toutefois trahi par Erik, qui le tue et le ramène au Wakanda comme preuve de sa loyauté. Malgré la méfiance de la jeune Shuri et l’incompréhension de la reine Ramonda, il se présente devant le vieux roi T’Chaka et révèle son véritable nom : N’Jadaka, fils du défunt prince N’Jobu et neveu du roi. Il révèle alors à son oncle la puissance des drones de l’armée américaine et le moyen d’en venir à bout. Désireux de venger son fils, le roi accepte le plan de Killmonger et envoie ses gardes, les Dora Milaje, combattre les drones.
Dans le Nevada, aux États-Unis, le général Ross commande l’attaque et est convaincu de sa victoire. Mais, suivant les instructions de son neveu, T’Chaka fait lever le champ de force protégeant la capitale pour laisser passer les drones… puis le referme aussitôt après leur passage, coupant les machines du centre de contrôle et les désactivant. S’il reçoit toute la reconnaissance de son oncle, Killmonger vise toutefois plus haut et remet discrètement les drones en marche grâce à une télécommande. Les troupes wakandaises donnent alors l’assaut et Erik commande personnellement la charge, faisant l’admiration de tous.
Tandis que Ross fulmine, Erik profite de sa victoire et est nommé nouveau Black Panther, pouvant enfin poursuivre les projets de son père : armer et libérer tous les Noirs subissant les injustices du système à travers le monde. Après avoir ingéré l'herbe-cœur et acquis les pouvoirs du Black Panther, Killmonger rencontre son cousin dans le monde des morts aux côtés de tous leurs ancêtres. Bien qu’il considère qu’Erik n’a pas mérité cette place, T’Challa lui recommande la prudence, son pouvoir risquant de le consumer et de lui échapper.
- Point de Bascule Temporelle : Killmonger choisit de compromettre sa couverture auprès des Dix Anneaux pour sauver Tony avant son enlèvement, lançant son projet de révolte du peuple noir avec presque dix ans d'avance.
- Ainsi, dans cette version, Tony Stark ne devient jamais Iron Man, n’étant pas capturé et enfermé dans une grotte par les Dix Anneaux. Il n’abandonne pas non plus la fabrication des armes, ne créant pas ses fameuses armures. Par conséquent, James Rhodes ne devient pas non plus le héros War Machine et Obadiah Stane ne meurt pas en combattant Tony. Tony ne se marie pas avec Pepper et ne devient jamais père, ce qui fait que Morgan Stark n’existe pas dans cet univers. Killmonger, de son côté, agit avec tout le soutien des autorités américaines, se faisant passer pour un patriote dévoué. Contrairement à la version originale, il rencontre son oncle, le roi T’Chaka (qui n’est pas mort tué par Zemo à Vienne comme dans Captain America : Civil War) et suscite l’admiration des troupes wakandaises, ne cherchant pas à prendre le trône du roi comme dans le film Black Panther. On peut ajouter que Klaue n’est pas amputé de son bras par Ultron comme dans Avengers : L'Ère d'Ultron. On ignore également si les Avengers se forment malgré l’absence d’Iron Man. Quant à T'Challa, il meurt seize ans avant de contracter sa maladie, son fils ne viendra donc jamais au monde.
- Les drones construits par Tony et Erik ressemblent à ceux créés par Ivan Vanko dans Iron Man 2.
- Dans cette version, Thaddeus Ross porte le grade de général au lieu de lieutenant général.

### Épisode 7:Et si… Thor avait été fils unique?
- Mondial : 22 septembre 2021 sur Disney+

L’épisode commence au Nouveau-Mexique, au moment où Thor arrive sur Terre devant la scientifique Jane Foster et sa collègue Darcy Lewis (comme dans le film Thor). Toutefois, contrairement à la version originale où il se retrouve exilé d’Asgard par son père Odin, Thor arrive avec ses amis et débarque à Las Vegas pour faire la fête.
Le Gardien explique alors que, dans cet univers, Odin n’a pas adopté Loki et l’a laissé auprès de son peuple à Jötunheim. Ainsi, Thor n’a pas grandi auprès d’un frère et n’a donc appris aucune leçon de vie avec lui, devenant un prince complètement différent : immature, fêtard, arrogant et inconscient.
Lorsque le « Père de Toute Chose » se retrouve plongé dans le Sommeil d'Odin, son épouse Frigga part rendre visite à ses sœurs et laisse les rênes du royaume à son fils, lui ordonnant de se consacrer à ses études et de ne faire aucune fête en son absence. Pour plus de sûreté, elle le laisse sous la surveillance d'Heimdall, qui voit tout et entend tout.
Thor n’a aucune intention de se tenir tranquille et, accompagné de ses amis Sif, Fandral, Volstagg et Hogun, se rend sur Terre, qu'il pense suffisamment loin d’Asgard pour échapper à la vigilance d'Heimdall. Sur place, le prince organise une immense fête, invitant de nombreuses autres races extra-terrestres aux réjouissances. Il rencontre également Jane Foster, qui a étudié les anomalies astronomiques provoquées par le dieu du tonnerre. Si elle tente de rester sérieuse dans un premier temps, elle finit par faire la fête avec lui et tombe sous son charme (ce qui est réciproque).
Toutefois, l’ambiance débridée et destructrice des réjouissances des Asgardiens se répand à travers le monde et inquiète le SHIELD. Le directeur Nick Fury tente d’intervenir mais est involontairement blessé par Korg. Nommée directrice par intérim de l’agence, Maria Hill réunit les agents Coulson et Rumlow et approche Jane pour connaître ses théories et ses résultats. Devant l’arrivée massive des extra-terrestres et l’immense désordre causé par Thor et ses compères, Maria appelle Carol Danvers, alias Captain Marvel, à la rescousse grâce au beeper de Fury.
Carol se présente alors devant les Asgardiens et ordonne à Thor de partir. Ce dernier, moqueur, refuse et oblige l’héroïne à le combattre. Si Thor ne prend pas la bagarre au sérieux, il voit vite les immenses capacités de Carol et, utilisant les pouvoirs de son marteau Mjolnir, parvient à la vaincre (Carol avoue plus tard s’être retenue car utiliser ses pleines capacités risquerait de provoquer plus de destruction que nécessaire).
Devant l’échec de Carol, Maria décide d’attirer Thor dans un endroit isolé pour permettre à Captain Marvel d’utiliser toute sa puissance. Jane, tombée amoureuse du dieu, tente de donner son désaccord mais est chassée sans ménagements. Se référant à la mythologie nordique, elle décide de contacter Frigga en personne et, se servant de sa science, contacte Heimdall pour la rencontrer. Ce dernier l’entend et la fait venir devant la reine d’Asgard.
Sur Terre, Carol prend à nouveau Thor à partie et l’entraîne dans les glaces du Pôle. Hill se tient également prête à lancer des ogives, à la base en cas de victoire de l’Asgardien, mais elle choisit finalement de les lancer dès le début du combat à cause de ses doutes sur les capacités de Captain Marvel. Au moment où le premier coup va être porté et les ogives lancées, Frigga contacte son fils et lui annonce son arrivée imminente. Thor, pris de panique face à la colère de sa mère, prétend être en voyage d’études sur Terre. Il rassemble alors ses amis pour tout nettoyer et organise une mise en scène pour faire croire à sa mère que rien ne s’est passé. Si Captain Marvel se prête au jeu, une ultime gaffe de Thor révèle tout à Frigga.
- Point de Bascule Temporelle : Odin décide de rendre à Laufey son fils à la fin de la guerre entre Asgard et Jöthunneim au lieu d'en faire un otage royal.

- Ainsi, dans cette version, Loki demeure parmi les Géants des Glaces et reste à sa place de prince héritier (ce qui semble impliquer qu'il ne tue pas Laufey comme dans le film Thor). Il entretient également de bons rapports avec Thor, qui le voit comme son frère (mais, comme dans la version originale, Loki se montre peu digne de confiance, laissant Thor seul face à la colère de Frigga). Loki garde également un physique proche des Jotuns (une peau bleue et une grande taille). Le fait que Loki ne soit pas en conflit avec Odin empêche ainsi plusieurs éléments d'arriver (il ne grandit pas avec Thor, ne fait pas de machinations sur Asgard et ne tente probablement pas d'envahir la Terre). Le fait que l'arrivée sur Terre de Thor se passe totalement différemment implique sans aucun doute un changement majeur dans la formation des Avengers et dans l'évolution du personnage (il ne perd pas ses pouvoirs et donc ne change pas de caractère pour les regagner). Enfin, le docteur Erik Selvig, bien qu'important dans l'histoire de Thor, est uniquement mentionné par Jane Foster.
- Cet épisode marque les brèves apparitions de plusieurs personnages extra-terrestres de l’Univers cinématographique Marvel. Ainsi, sur Terre, on peut reconnaître Howard the Duck (qui se marie avec Darcy Lewis durant la fête), le Grand Maître et sa garde du corps Topaz, Surtur, Drax, Valkyrie, Skurge, Rocket, Yondu, Mantis, Nébula, Korg, Miek, des Skrulls et des Souverains.
- Le personnage de Maria Hill est plus proche de sa version des comics, n'hésitant pas à remettre en question la fiabilité des plans de Fury, là où la version du MCU a une confiance absolue en lui, même dans les pires moments (comme dans "Secret Invasion").
- On peut également remarquer que Carol reste coincée sous Mjolnir. Bien qu’elle ne tente pas directement de le soulever, le fait qu’elle ne se relève pas semble indiquer qu’elle ne fait pas partie des personnes dignes du marteau.

### Épisode 8:Et si… Ultron avait gagné?
- Mondial : 29 septembre 2021 sur Disney+

L’épisode commence sous la neige, dans une Moscou complètement en ruines, où Natasha Romanoff, alias Black Widow, et son partenaire Clint Barton, alias Hawkeye (manchot et désormais équipé d’un bras mécanique), échappent de justesse à une armée de sentinelles-robots d’Ultron.
Le Gardien explique alors la création d’Ultron par Iron Man, sa rébellion, sa détermination à exterminer les humains et que, contrairement à la version originale, le corps en vibranium conçu par Ultron pour en faire son enveloppe corporelle n'a pas été volé par les Avengers, qui à l'aide de la Pierre de l'esprit, en avaient fait leur allié, Vision. Dans cette réalité alternative, Ultron est parvenu à mener le transfert à bien, tuant tous les héros, exceptés Natasha et Clint. Il s’est ensuite servi de cette enveloppe surpuissante pour accomplir ses noirs desseins, s’emparant de tous les codes nucléaires de la planète et réduisant la Terre en un champ de ruines. Après sa victoire sur les humains, il est parvenu à découper Thanos en deux, quand ce dernier est arrivé sur Terre pour récupérer la Pierre de l’Esprit. Il mit la main sur toutes les autres Pierres, lui donnant d’incommensurables pouvoirs, notamment celui de créer et de multiplier à l'infini son armée de sentinelles-robots.
Avec ses nouvelles capacités, Ultron lance une croisade dans tout l’Univers et détruit tous les mondes qu’il croise (Asgard, Sakaar, le Souverain, Xandar, la planète d'Ego, etc.). Il tue également tous ceux qui, comme Captain Marvel ou les Gardiens de la Galaxie, tentent de lui résister.
Après avoir achevé son œuvre, Ultron se rend compte qu’il est venu à bout de son programme, n’ayant plus de vie à détruire. Il parvient alors à atteindre un niveau de conscience exceptionnel qui lui permet de voir les autres univers, prenant le Gardien lui-même au dépourvu. Ce dernier se rend compte que le nouveau pouvoir d’Ultron est dangereux pour le multivers entier, mais voit en Clint et Natasha un ultime espoir.
Dans leur univers, les deux derniers Avengers se rendent aux archives du KGB et, sous l’œil attentif du Gardien, cherchent un moyen de détruire Ultron dans les milliers de documents. Cette recherche semble désespérée et Clint, à bout de forces, hésite à baisser les bras. Uatu en arrive presque à briser son serment et à intervenir pour les aider lorsque Natasha trouve enfin le but de leur voyage : l’IA du scientifique Arnim Zola, soit un programme analogique et non numérique. S’il est heureux de cette trouvaille, le Gardien est interrompu par Ultron, qui a trouvé sa cachette.
Ignorant tout du duel titanesque qui s’annonce, Natasha et Clint se rendent dans une ancienne base d’HYDRA en Sibérie et réactivent le programme d’Arnim Zola. Natasha explique entretemps à son ami le passé du scientifique : ancien chercheur d’HYDRA engagé par le SHIELD (qu'il a infiltré pour le compte de son organisation durant des années), Zola a téléchargé son esprit dans une série de bases de données peu avant sa mort en 1972. Si Captain America a détruit l’une d’elles dans Captain America : Le Soldat de l'hiver, l’autre a été conservée par HYDRA pour diriger un programme de super-soldat russe.
- Point de Bascule Temporelle : Les Avengers n'ont pas réussi à dérober la capsule dans laquelle Ultron avait conçu le synthézoïde destiné à devenir sa prochaine enveloppe corporelle. (Le point originel est probablement plus ancien, étant donné que Thanos a réussi à réunir les Pierres bien plus rapidement que dans le MCU).

- Ainsi, dans cet univers, Ultron n’est pas tué par les Avengers et Vision. Ce dernier n’existe d’ailleurs pas du tout et ne commence donc jamais une carrière de héros et une relation avec Wanda. Le fait que le monde soit détruit empêche également plusieurs héros tels que Ant-Man ou Spider-Man d’apparaître. Thanos ne claque jamais des doigts et n’élimine pas la moitié de l’Univers. Hulk et Thor ne se rendent jamais sur Sakaar comme dans le film Thor : Ragnarok, étant tués sur Terre par Ultron bien avant (on peut également remarquer qu’Asgard n’est pas détruite par Surtur mais par Ultron). On peut également avancer que les Gardiens de la Galaxie ne rencontrent pas Ego, étant donné qu’ils meurent sur le Souverain qu’ils visitent, chronologiquement dans le MCU, avant leur rencontre.
- Dans les archives du KGB, Natasha trouve le bouclier du Red Guardian, son père adoptif. On peut également noter que la scène où Clint se laisse tomber dans un tas des robots menaçants ressemble fortement au sacrifice de Natasha dans Avengers: Endgame (excepté le fait que les rôles soient inversés).
- Lors de la fin de l'affrontement entre le Gardien et Ultron, différentes versions de New York à travers le Multivers apparaissent, parmi lesquelles :
  - Une version où Steve Rogers a remporté les élections présidentielles.
  - Une version où le Wakanda a colonisé les Amériques.
  - Une version médiévale.
  - Une version où les Skrulls ont colonisé la Terre.
  - Une version où l'île de Manhattan est immergée et où l'océan est complètement gelé.
- Référence à des films hors du MCU :
  - La saga Terminator : Lors de l'affrontement sur Xandar, Captain Marvel appelle Ultron "Skynet", l'intelligence artificielle meurtrière contrôlant les robots tueurs. De plus, la scène où les missiles nucléaires s'envolent ressemble beaucoup à une scène de Terminator 3.
  - Les Aventuriers de l'arche perdue : Clint Barton compare les Archives du KGB à la scène de l'entrepôt où est rangé l'arche d'alliance.
  - La Saga Star Wars : Toujours dans les archives du KGB, Barton, en perdant espoir, indique que "Les plans de l'Etoile de la mort ne se trouvent pas dans ce droïde", référence évidente à Star Wars, épisode IV : Un nouvel espoir.
- Zones d'ombre du scénario :
  - Thanos a récupéré plusieurs Pierres d'Infinité sans pour autant avoir détruit les lieux où elles sont censées se trouver ; Asgard n'a pas l'air d'avoir souffert de sa visite pour récupérer le Tesseract, tout comme Xandar pour la récupération de l'Orbe, alors que dans "Avengers: Infinity War", il avait totalement dévasté la planète alors qu'il aurait pu se contenter de détruire le QG du Nova Corps.

### Épisode 9:Et si… Le Gardien avait rompu son serment?
- Mondial : 6 octobre 2021 sur Disney+

L’épisode commence au moment où, dans l’univers du premier épisode, Captain Carter donne l’assaut sur le Lemurian Star contre la bande de George Batroc comme dans le film Captain America : Le Soldat de l'hiver. Peggy est accompagnée de son amie Black Widow et de l'agent Rumlow. Mais au moment de déclencher le combat, le Gardien apparaît et dit au Captain qu’elle a été choisie.
Uatu visite d’autres univers (presque tous montrés dans les épisodes précédents) et en fait venir des héros. Ainsi, le Star-Lord T'Challa du second épisode est appelé alors qu’il tente d'empêcher l'Expansion et sauve Peter Quill de son père. Le Killmonger du sixième épisode est appelé alors qu’il fait face à un soulèvement de son armée orchestré par Shuri et Pepper Potts qui veulent le juger pour ses crimes. Le Thor du septième épisode est quant à lui appelé au moment où il combat des sbires d’Ultron envoyés dans son monde. Enfin, la Gamora d’un univers inconnu est appelée alors qu'elle se trouve sur Nidavellir, qu’elle a vaincu Thanos et fait fondre le Gantelet d’Infinité dans un chaudron aux côtés de Tony Stark.
Les cinq personnages sont alors rassemblés dans un pub correspondant aux souvenirs de Peggy Carter autour du Strange maléfique du quatrième épisode. Ce dernier leur présente le Gardien, qui leur explique la menace d’Ultron et leur dit qu’il les a choisis car ils sont l’ultime espoir de sauver le multivers, les désignant ainsi comme les « Gardiens du Multivers ». Leur mission est donc de séparer Ultron des Pierres d’Infinité et de les amener à Gamora pour qu’elle les détruise avec une machine amenée de son univers.
Envoyés sur une planète isolée, les six Gardiens discutent et comparent leur univers (Carter apprend ainsi avec une agréable surprise l’existence de Steve Rogers en Captain America), se préparant à la bataille. Mais une maladresse de Thor signale leur présence à Ultron, qui les rejoint immédiatement pour les tuer. Strange utilise alors sa magie et lance un sort de protection à ses équipiers, ce qui leur permet de tenir face à leur adversaire et donner le temps à T’Challa de s’emparer de la Pierre de l’Âme sur le corps du robot. Tandis que l’équipe évacue les lieux avec son butin, Strange envoie une horde de zombies du cinquième épisode sur Ultron (notamment la zombie Wanda) pour le ralentir. Ce dernier, malgré leur nombre, vainc facilement ses ennemis.
Les six Gardiens se rassemblent dans l’univers d’origine de leur ennemi et y rencontrent Black Widow, unique survivante. Bien que méfiante, cette dernière est finalement convaincue de leur bonne foi par Captain Carter, qui connaît suffisamment la Natasha de son univers pour l’amadouer. Ultron arrive à son tour et les héros, désormais au nombre de sept, le combattent.
Dépassé par les attaques de ses adversaires qui ne lui donnent même pas le temps de penser, Ultron est mis en position de vulnérabilité par Strange, qui libère toute sa puissance démoniaque. Gamora utilise alors sa machine pour récupérer les Pierres et détruire le corps robotique d’Ultron, mais ne découvre que trop tard que les Pierres sont toutes uniques et que seules celles de son univers d’origine peuvent être détruites par sa machine. Désormais acculés, les héros utilisent leur dernière option : libérer l’IA d’Arnim Zola dans le corps d’Ultron. Au prix d’un effort quasi-désespéré, Natasha parvient à lui implanter la flèche préparée dans l'épisode précédent.
Ultron est alors pris au dépourvu et éliminé par Zola. Alors que la victoire semble certaine, Killmonger trahit ses équipiers et s’empare des Pierres. Il dit alors qu’ils pourraient les utiliser pour reconstruire leurs mondes et ramener ceux qu’ils ont perdus. Les autres Gardiens refusent et tentent de s’interposer ; Killmonger décide de les supprimer. Mais, au dernier moment, Zola prend le contrôle du corps synthézoïde d'Ultron et tente de prendre les Pierres à son tour. Les deux vilains s’affrontent et se révèlent être de force égale, essayant chacun d'attirer à eux les six pierres. Strange utilise alors sa magie et les enferme dans une bulle temporelle, les condamnant à s’affronter pour toujours. Il les ramène au Gardien et comprend que ce dernier avait prévu tout ce qui se passerait.
Après avoir confié les deux prisonniers au sorcier (apparemment repenti), Uatu retrouve ses Gardiens dans le pub du début de l’épisode. Il les félicite et les renvoie dans leurs mondes respectifs, au moment exact où ils les ont quittés. Au passage, Peggy évoque la possibilité de rentrer à son époque d’origine pour retrouver Steve, mais le Gardien dit que son monde et son époque ont besoin d’un Captain Carter, ce qui la convainc de continuer à défendre le XXIe siècle.
Restée seule avec Uatu, Natasha refuse de rentrer sur sa Terre dévastée par Ultron et accuse le Gardien de ne pas la considérer comme une vraie personne mais comme une simple distraction. S’il ne peut reconstruire son monde comme elle le lui demande, Uatu décide de l’écouter et l’emmène dans l’univers du troisième épisode, au moment où Captain America, Captain Marvel et les forces du SHIELD combattent les armées d’Asgard menées par Loki. Natasha s’empresse de se joindre à la bataille et envoie un coup de poing au dieu de la Malice, sauvant Nick Fury qui, bien que sachant que ce n’est pas la Natasha qu’il connaît, se montre heureux de la voir.
- L’intrigue impliquant l’assaut du Lemurian Star par Captain Carter et le SHIELD, bien que similaire à celle de Captain America : Le Soldat de l'hiver, ne permet pas de savoir si Peggy a vécu les mêmes évènements que Steve dans le MCU (la formation des Avengers, l'attaque de Loki sur la Terre, etc.).